# Centriodòntids
Els centriodòntids (Kentriodontidae) són una família extinta de cetacis odontocets propers als dofins d'avui en dia. Visqueren des de l'Oligocè superior fins al Pliocè inferior.

## Taxonomia
Els centriodòntids es reparteixen entre tres subfamílies, amb dos gèneres de posició incerta.
Família Kentriodontidae
Subfamília Kentriodontinae
Gènere Belonodelphis
Gènere Delphinodon
Gènere Incacetus
Gènere Kentriodon (sin. Grypolithax)
Gènere Macrokentriodon
Gènere Microphocaena
Gènere Rudicetus
Gènere Tagicetus
Subfamília Pithanodelphininae
Gènere Atocetus
Gènere Leptodelphis
Gènere Pithanodelphis
Gènere Sophianacetus (sin. Mediocris)
Incertae sedis
Gènere Sarmatodelphis
Gènere Kampholophos